# ۱۱۰۴ (خورشیدی)
۱۱۰۴ هزار و صد و چهارمین سال هجری خورشیدی است.